# HTMS Sri Ayudhya
Le HTMS Sri Ayudhya (thaï : เรือหลวงศรีอยุธยา) est un navire de défense côtière de la Marine royale thaïlandaise en service de 1938 à 1951.
Actif pendant la guerre franco-thaïlandaise, son sister-ship HTMS Thonburi est lourdement endommagé lors de la bataille de Ko Chang. Le Sri Ayudhya sert ensuite de navire amiral de la marine jusqu'à son naufrage à la suite des combats lors de la rébellion de Manhattan (en) en 1951.

## Construction et carrière
Dans les années 1930, la marine a poursuivi ses plans pour améliorer et étendre ses forces limitées. Cela fut approuvé par le parlement en 1935, et 18 millions de bahts furent alloués pour l'achat de nouveaux équipements. En décembre 1935, la marine a engagé la société japonaise Kawasaki Shipbuilding Corporation de Kobe pour construire deux navires de défense côtière pour 5,727 millions de bahts. Le Sri Ayudhya a été livré le 16 juin 1938 et mis en service le 19 juillet ; suivi par son sister-ship Thonburi en octobre de cette même année.
Lorsque la guerre franco-thaïlandaise éclata à la fin de 1940, la marine affecta les Sri Ayudhya et Thonburi au premier escadron, chargé de patrouiller dans les eaux orientales contre d'éventuelles attaques françaises. Dans la nuit du 14 janvier, le groupe dirigé par le Thonburi quitta la base navale de Sattahip pour soulager le Sri Ayudhya et son convoi, qui étaient stationnés sur l'île de Ko Chang, dans la province de Trat. Ils se rencontrèrent le lendemain matin et la force du Sri Ayudhya rentra à Sattahip. Deux jours plus tard, à l'aube du 17 janvier, le Thonburi et d'autres navires du groupe furent engagés par les forces navales françaises dans ce qui devint la bataille de Ko Chang. Le Sri Ayudhya fut déployé pour assister les forces déjà présentes, mais celui-ci n'arriva que dans l'après-midi après la fin des hostilités. Cependant, certains rapports français notaient à tort que le Sri Ayudhya avait été endommagé par une torpille pendant la bataille.
Le Sri Ayudhya ne vit aucune action après la Seconde Guerre mondiale, bien qu'il fût considéré comme le navire amiral de la marine. Il servit de navire de transport royal pour les rois Ananda Mahidol et Bhumibol Adulyadej pendant les dernières étapes de leurs voyages de retour respectifs de Suisse en 1938 et 1950.

## Rébellion de Manhattan
Le 29 juin 1951, lors d'une tentative de coup d'État connue sous le nom de rébellion de Manhattan (en), un groupe d'officiers subalternes de la marine tint le Premier ministre Plaek Phibunsongkhram (Phibun) sous la menace d'une arme lors d'une cérémonie de transfert de bateau à la jetée de Ratchaworadit, sur le fleuve Chao Phraya à Bangkok. Phibun fut emmené à bord du Sri Ayudhya et retenu en otage. Des stations générales ont été appelées, et le navire a commencé à se diriger vers l'aval vers le département des munitions navales à Bang Na. Cependant, les comploteurs du coup d'État n'ont pas réussi à obtenir l'ouverture du Memorial Bridge, et le navire n'a donc pas pu continuer. Les combats s'ensuivirent rapidement et les unités navales qui se rangèrent du côté des rebelles devinrent largement surpassées en nombre par l'armée, la police et les forces aériennes, qui étaient fidèles au gouvernement. Les combats se sont calmés pendant la nuit, avant de s'intensifier tôt le lendemain matin. Le Sri Ayudhya a rejoint le combat, mais ses moteurs ont rapidement lâché, provoquant sa dérive jusque devant le fort de Wichaiprasit. Il fut lourdement engagé au-dessus de la rive est par des canons et des mortiers, et, dans l'après-midi, fut également bombardé par des avions d'entraînement AT-6. De violents incendies ont éclaté et l'ordre d'abandonner le navire a rapidement été décrété. Phibun dut nager à terre avec les marins, mais ne fut pas blessé. Les incendies se sont poursuivis toute la nuit et le lendemain, lorsque les combats ont cessé. Le Sri Ayudhya, lourdement endommagé, a finalement coulé dans la nuit du 1er juillet.
L'épave du Sri Ayudhya fut ensuite renfloué puis démolie, celle-ci représentant un danger pour la navigation. Le navire fut officiellement radié du registre naval le 8 octobre 1959 par arrêté ministériel 350/21315.
 